# Pawel Petrowitsch Postyschew

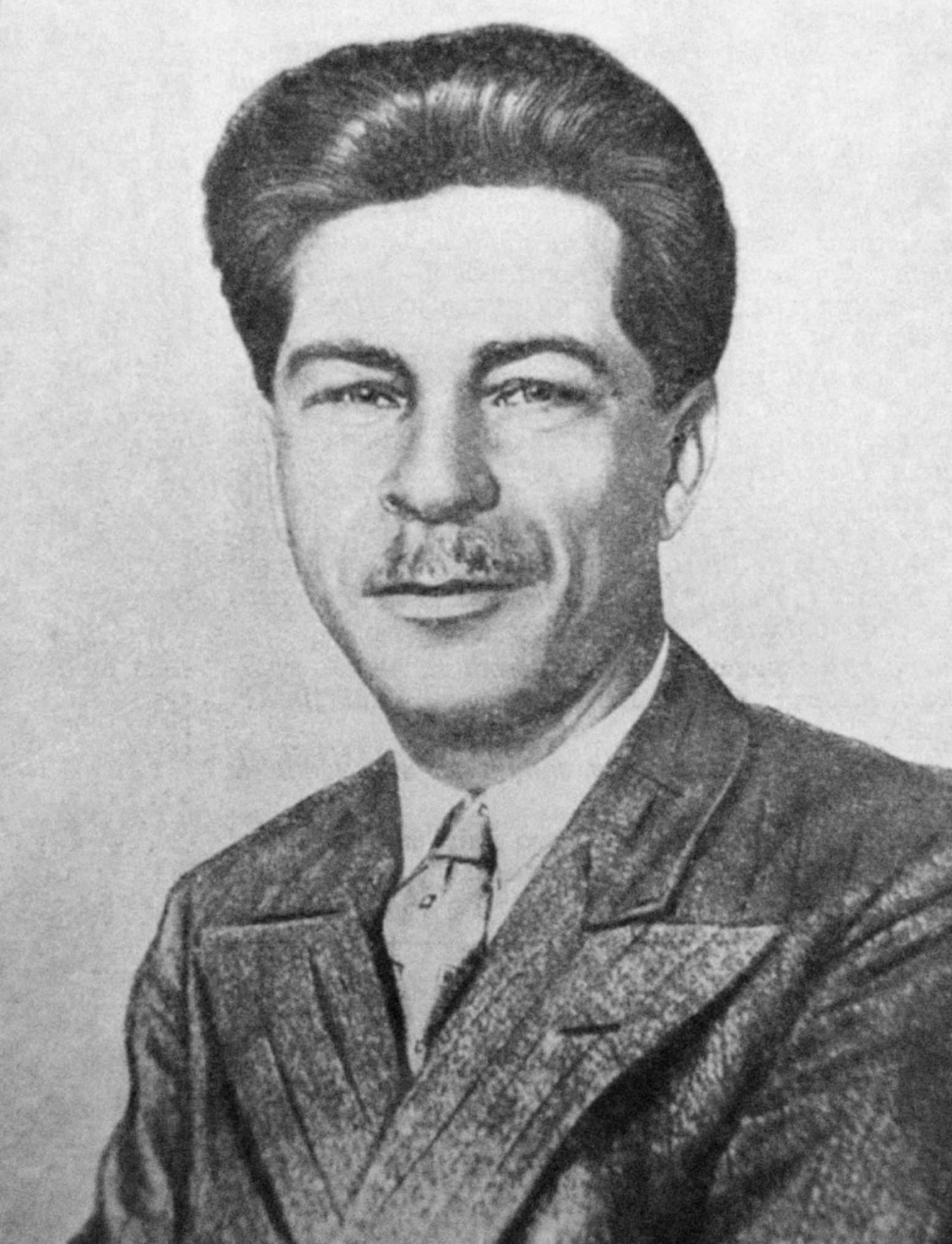
Pawel Petrowitsch Postyschew

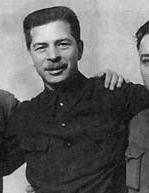
Pawel Petrowitsch Postyschew (1934)

Pawel Petrowitsch Postyschew (russisch Павел Петрович Постышев, * 6. Septemberjul. / 18. September 1887greg. in Iwanowo-Wosnessensk; † 26. Februar 1939 – nach anderen Quellen 10. November 1940 – in Kuibyschew) war ein sowjetischer Politiker.

## Anfänge
Postyschew war der Sohn eines Webers. 1901 trat er in die revolutionäre Bewegung ein und 1904 in die RSDRP. Zwei Jahre später war er im Vorstand der Gewerkschaft der Kattun-Drucker und des Stadtkomitees der Partei.

## Ferner Osten
1908 verhaftet, verbannte man ihn in die sibirische Oblast Irkutsk, wo er 1914–17 wiederum Mitglied der RSDRP war. Im Revolutionsjahr wurde er deren Abgeordneter sowie Mitglied des Militärischen Komitees und der Gewerkschaftszentrale. 1918 wurde er Mitglied des Revolutionstribunals, der Regierung Zentralsibiriens und Vertreter des Fernen Ostens im Rat der Volkskommissare.
Er gilt als einer der Organisatoren des „Roten Terrors“ in Sibirien und dem Fernen Osten, dem Grausamkeiten selbst unter den Bolschewiki zugeschrieben werden. 1920 war er Repräsentant des Zentralkomitees der Kommunistischen Partei Russlands (B), KPR(B), in der Region Chabarowsk und 1921/22 der Regierung der Fernöstlichen Republik (ДВР) in der Pribaikal-Region (westlich des Baikalsees). Zu dieser Zeit war er im Militärkollegium der Ostfront des Russischen Bürgerkrieges und Mitgründer des Instituts der Militärkommissare der Fernostarmee. Postyschew organisierte den „Sturm der Roten Armee auf Wolotschajewka“ mit, der in dem Lied Partisanen vom Amur erwähnt wird. Ende 1922 wurde er Regionalkommissar der Fernöstlichen Republik in Werchneudinsk.

## Ukraine
Beginnend als „Organisations-Instrukteur“ der Kiewer KP stieg er in den Jahren 1924–30 vom örtlichen Parteisekretär zum Kandidaten des ZK der KP der Ukrainischen SSR und weiter zum Mitglied sowie zuletzt Sekretär des Zentralkomitees der KP sowie Mitarbeiter des Orgbüros in Moskau auf. Hier leitete er 1930–33 u. a. die Propaganda-Abteilung.
Auf dem 12. Parteikongress der ukrainischen KP referierte er über die Lage. Er wirkte in der Folge als Hauptorganisator der Repression der ukrainischen Intelligenz (1932–37) wegen „Nationalismus“ und wurde am 1. Februar 1934 Kandidat des Politbüros des ZK der KP. Postyschew „säuberte“ die ukrainische KP von sogenannten Nationalisten, die auch mit Hilfe gefälschter Beweise inhaftiert und teils hingerichtet wurden, so dass zuletzt zwei Drittel der Mitglieder entfernt worden waren; begleitet von der Inhaftierung hunderttausender einfacher Bürger. Nach anderer Quelle soll erst Chruschtschow, der ihm später in dieser Funktion (und auch als Kandidat des Politbüros) nachfolgte, die Säuberungen beschleunigt haben, die Postyschew noch zu bremsen versuchte. Zu jener Zeit besuchte Isaac Babel die Kolchosen der Ukraine und Postyschew stellte ihm dafür zwei Autos zur Verfügung.
Im „Moskauer Prozess der 16“ gegen das „Vereinigte Zentrum des trotzkistisch-sinowjewistischen konterrevolutionären Blocks“ 1936 wurden unterdessen Sinowjew und Kamenew wegen Planung eines Anschlags u. a. auf Postyschew verurteilt.
1937 zum Vertreter des Obersten Gerichtshofes der UdSSR ernannt, entsandte man Postyschew zur Partei nach Kuibyschew. Eine örtliche Parteikonferenz unter seiner Leitung analysierte die „Schädlingsarbeit“ von „Volksfeinden“ und deren vermeintlich unzureichende Verfolgung durch die verschiedenen Parteigliederungen, so dass im Ergebnis 110 Gebietssekretäre verhaftet und 30 Bezirksparteikomitees aufgelöst wurden. Chruschtschow schrieb in seinen Memoiren, dass Postyschew „die Art Person war, die manchmal den Umgangston mit unzulässiger Grobheit verschärfte.“

## Januar-Plenum 1938

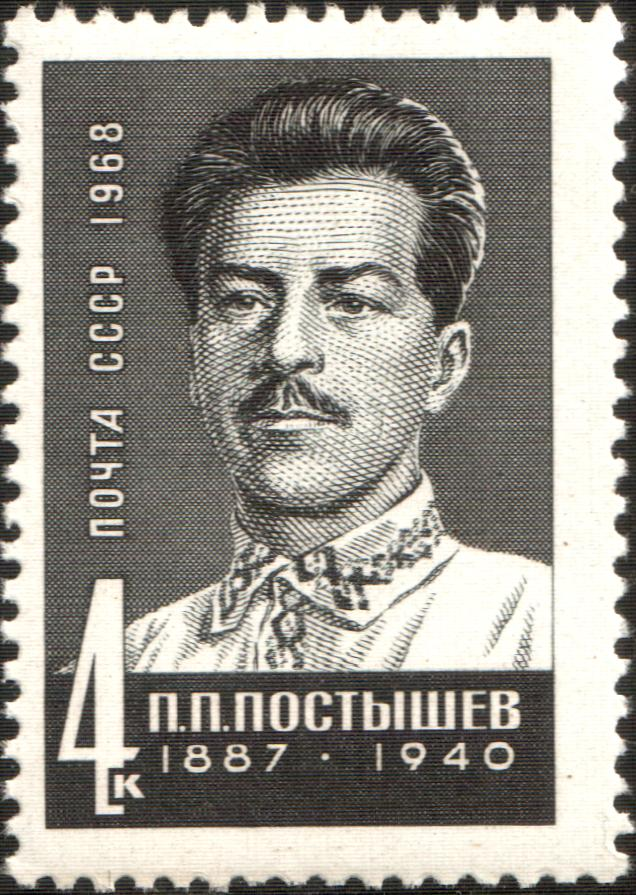
Sowjetische Briefmarke aus dem Jahr 1968 mit dem Porträt Postyschews

Auf dem Plenum des ZK der WKP (B) in Moskau am 14. Januar 1938 übte Postyschew vage Selbstkritik an seiner Personalpolitik in Kuibyschew. Diese Rede wurde in einer – offensichtlich von Stalin orchestrierterten – Reihe von polemischen Wortmeldungen führender Politiker wie Jeschow und Molotow heftig angegriffen. Georgi Malenkow referierte anschließend „Über Fehler der Parteiorganisationen beim Ausschluss von Kommunisten aus der Partei“. Er kritisierte „die hohe Zahl der ausgeschlossenen Parteimitglieder und verurteilten Bürger, ohne dass es Namenslisten dieser Personen gäbe, sondern nur Listen von Zahlen“. Das Plenum beschloss das Ende „unbegründeter Massenausschlüsse aus der Partei“. Zuvor hatte das Politbüro am 9. Januar entschieden, dass Postyschews Vorgehen in Kuibyschew „politisch schädlich“ und „provokativ“ gewesen war.
Postyschew wurde daneben für die Bemerkung, dass es „kein einziges ehrliches Mitglied in allen Parteiorganisationen gibt“, aus der Liste der Kandidaten für das Politbüro entfernt, bald darauf aus der Partei ausgeschlossen und am 21. Februar 1938, nach anderen Quellen am 26. Februar 1938, verhaftet. Er wurde wegen Diversion, Verschwörung, Spionage und Abweichung vom Leninismus verurteilt und 1939 oder 1940 erschossen.

## Postum
Als „Familienmitglied eines Vaterlandsverräters“ (TschSIR) war Postyschews jüngster Sohn Wladimir 1941 in Knjaschpogost, Komi, inhaftiert.
1956 rehabilitierte man P. P. Postyschew. In Wladiwostok ist eine Straße nach ihm benannt.
Die heutige Stadt Pokrowsk in der Ukraine hieß nach ihm von 1934 bis 1938 „Postyschewo“.
1935 hieß ein Gebiet der Region Primorje „Postyschewski“, welches drei Jahre später in „Krasnoarmeski“ umbenannt wurde. Eine Tageszeitung, die „Postyschewez“ heißen sollte, wurde in dieser Zeit im letzten Moment in „Bolschewik“ umbenannt.

### Der Weihnachtsbaum
Postyschew ist heute in Russland noch bekannt für seine „Rehabilitierung des Weihnachtsbaumes“. In den 1920er Jahren hatte der Komsomol eine Kampagne gegen die „bourgeoise Degeneration“ und den „Popen-Obskurantismus“ christlicher Weihnachtsfeiern geleitet. Da der entsprechende Handel nicht gestoppt werden konnte, konzentrierte man sich 1927 mit politischer Satire (u. a. schrieb Dichter Simeon Kirsanow ein Spottgedicht) und Karikaturen auf den Weihnachtsbaum. Nach vielen Jahren der antireligiösen Kampagne veröffentlichte die Prawda am 28. Dezember 1936 einen Brief Postyschews, der „das Vergnügen der Reichen aus vorrevolutionärer Zeit für alle Kinder als sowjetischer Weihnachtsbaum in öffentlichen Gebäuden“ möglich machen sollte. Es gab darüber keinen Politbüro-Beschluss; Postyschew hatte die „Rehabilitierung“, die im ganzen Land aufgegriffen wurde, persönlich mit Stalin abgesprochen. Sie ging einher mit einem gesellschaftlichen Wandel: der Abschaffung der Lebensmittelkarten 1935, der beginnenden Produktion russischen Sekts und der Wiederzulassung von Jazz und Foxtrott.

## Medien
- Pawel Postyschew: Marxistisch-Leninistische Erziehung. Moskau-Leningrad: Verlagsgenossenschaft Ausländischer Arbeiter in der UdSSR, 1933.
- Wadim Sacharowitsch Rogowin: Gab es eine Alternative 5. Die Partei der Hingerichteten. Arbeiterpresse. 1998. ISBN 3-88634-072-4
- Film: Parole unnötig. (russ.: PAROL NJE NUSHEN), UdSSR, Gorki-Studio 1967. R: Boris Grigorjew, D: Michail Fjodorow als Postyschew

## Belege
1. 1 2  Paul Robert Magocsi, A History of Ukraine, Toronto: University of Toronto Press, 1996, ISBN 0-8020-0830-5
2. 1 2  Der Spiegel: Er wird uns alle abschlachten – Stalins Große Säuberung
3. ↑  Reinhard Krumm: ‚’Isaak Babel’’. Rowohlt, Reinbek; 2003
4. ↑  Proletarian (Charkow 1934), No.15-21. Zit. nach W.E.D. Allen: The Ukraine, Cambridge 1940, S. 326.
5. ↑  Holmberg, Nils, Friedliche Konterrevolution, Oberbaumverlag Berlin 1974, Teil I S. 34
6. ↑  Urteil des Prozesses vom 23. August 1936, Stalinwerke (Memento des Originals vom 19. Mai 2009 im Internet Archive)  Info: Der Archivlink wurde automatisch eingesetzt und noch nicht geprüft. Bitte prüfe Original- und Archivlink gemäß Anleitung und entferne dann diesen Hinweis.
7. ↑  Oleg W. Chlwenjuk: Das Politbüro. Mechanismen der Macht in der Sowjetunion der dreißiger Jahre. Hamburger Edition, Hamburg 1998, ISBN 3-930908-38-7, S. 318.
8. ↑  Memorial, „Der Große Terror“: 1937-1938 . Kurz-Chronik
9. ↑  https://www.memorial.krsk.ru/deu/Dokument/Memuar/noname4.htm Memorial, Aus den Erinnerungen eines TschSIR
10. ↑  Tamara КАЛИБЕРОВА: Улица Постышева празднует именины. In "Wladiwostok" 2205/2007
11. ↑  Radio Free Europe: Елка, фокстрот и шампанское, Januar 2005